# Legata a un granello di sabbia (Roberto Tardito)
Legata a un granello di sabbia è un singolo di Roberto Tardito, pubblicato nel 2024 come bonus track dell'album I.

## Tracce
1. Legata a un granello di sabbia – 3:33 (testo: Nico Fidenco – musica: Nico Fidenco, Gianni Marchetti)

## Formazione
- Vanja Grastić – chitarre acustiche
- Roberto Tardito – voce, pianoforte
- Nicolas Wade – basso elettrico